# Lista di asteroidi (123001-124000)
Di seguito una lista di asteroidi dal numero 123001 al 124000 con data di scoperta e scopritore.

## 123001-123100
| Nome     | Designazione provvisoria | Data di scoperta  | Scopritore |
| -------- | ------------------------ | ----------------- | ---------- |
| 123001 - | 2000 SV253               | 24 settembre 2000 | LINEAR     |
| 123002 - | 2000 SS255               | 24 settembre 2000 | LINEAR     |
| 123003 - | 2000 SC258               | 24 settembre 2000 | LINEAR     |
| 123004 - | 2000 SH258               | 24 settembre 2000 | LINEAR     |
| 123005 - | 2000 SZ258               | 24 settembre 2000 | LINEAR     |
| 123006 - | 2000 SD259               | 24 settembre 2000 | LINEAR     |
| 123007 - | 2000 SD260               | 24 settembre 2000 | LINEAR     |
| 123008 - | 2000 SJ260               | 24 settembre 2000 | LINEAR     |
| 123009 - | 2000 ST260               | 24 settembre 2000 | LINEAR     |
| 123010 - | 2000 SF262               | 25 settembre 2000 | LINEAR     |
| 123011 - | 2000 SL262               | 25 settembre 2000 | LINEAR     |
| 123012 - | 2000 SQ262               | 25 settembre 2000 | LINEAR     |
| 123013 - | 2000 SV264               | 26 settembre 2000 | LINEAR     |
| 123014 - | 2000 SB265               | 26 settembre 2000 | LINEAR     |
| 123015 - | 2000 SW265               | 26 settembre 2000 | LINEAR     |
| 123016 - | 2000 SA266               | 26 settembre 2000 | LINEAR     |
| 123017 - | 2000 SD266               | 26 settembre 2000 | LINEAR     |
| 123018 - | 2000 SG267               | 27 settembre 2000 | LINEAR     |
| 123019 - | 2000 SX268               | 27 settembre 2000 | LINEAR     |
| 123020 - | 2000 SV270               | 27 settembre 2000 | LINEAR     |
| 123021 - | 2000 SV272               | 28 settembre 2000 | LINEAR     |
| 123022 - | 2000 SX272               | 28 settembre 2000 | LINEAR     |
| 123023 - | 2000 SE273               | 28 settembre 2000 | LINEAR     |
| 123024 - | 2000 SM276               | 30 settembre 2000 | LINEAR     |
| 123025 - | 2000 SB279               | 30 settembre 2000 | LINEAR     |
| 123026 - | 2000 SZ279               | 25 settembre 2000 | LINEAR     |
| 123027 - | 2000 SC280               | 27 settembre 2000 | LINEAR     |
| 123028 - | 2000 SD282               | 23 settembre 2000 | LINEAR     |
| 123029 - | 2000 SO282               | 23 settembre 2000 | LINEAR     |
| 123030 - | 2000 SH283               | 23 settembre 2000 | LINEAR     |
| 123031 - | 2000 SN283               | 23 settembre 2000 | LINEAR     |
| 123032 - | 2000 SG286               | 24 settembre 2000 | LINEAR     |
| 123033 - | 2000 SJ286               | 24 settembre 2000 | LINEAR     |
| 123034 - | 2000 SG288               | 26 settembre 2000 | LINEAR     |
| 123035 - | 2000 SK288               | 27 settembre 2000 | LINEAR     |
| 123036 - | 2000 SO288               | 27 settembre 2000 | LINEAR     |
| 123037 - | 2000 SF289               | 27 settembre 2000 | LINEAR     |
| 123038 - | 2000 SH290               | 27 settembre 2000 | LINEAR     |
| 123039 - | 2000 SJ290               | 27 settembre 2000 | LINEAR     |
| 123040 - | 2000 SK291               | 27 settembre 2000 | LINEAR     |
| 123041 - | 2000 SP291               | 27 settembre 2000 | LINEAR     |
| 123042 - | 2000 SR291               | 27 settembre 2000 | LINEAR     |
| 123043 - | 2000 SV291               | 27 settembre 2000 | LINEAR     |
| 123044 - | 2000 SK292               | 27 settembre 2000 | LINEAR     |
| 123045 - | 2000 SO292               | 27 settembre 2000 | LINEAR     |
| 123046 - | 2000 SG294               | 27 settembre 2000 | LINEAR     |
| 123047 - | 2000 ST294               | 27 settembre 2000 | LINEAR     |
| 123048 - | 2000 SY294               | 27 settembre 2000 | LINEAR     |
| 123049 - | 2000 SA295               | 27 settembre 2000 | LINEAR     |
| 123050 - | 2000 SL295               | 27 settembre 2000 | LINEAR     |
| 123051 - | 2000 SN295               | 27 settembre 2000 | LINEAR     |
| 123052 - | 2000 SY295               | 27 settembre 2000 | LINEAR     |
| 123053 - | 2000 SV297               | 28 settembre 2000 | LINEAR     |
| 123054 - | 2000 SH298               | 28 settembre 2000 | LINEAR     |
| 123055 - | 2000 SR298               | 28 settembre 2000 | LINEAR     |
| 123056 - | 2000 SO300               | 28 settembre 2000 | LINEAR     |
| 123057 - | 2000 SP300               | 28 settembre 2000 | LINEAR     |
| 123058 - | 2000 SZ300               | 28 settembre 2000 | LINEAR     |
| 123059 - | 2000 SV301               | 28 settembre 2000 | LINEAR     |
| 123060 - | 2000 SZ301               | 28 settembre 2000 | LINEAR     |
| 123061 - | 2000 SV302               | 28 settembre 2000 | LINEAR     |
| 123062 - | 2000 SY302               | 28 settembre 2000 | LINEAR     |
| 123063 - | 2000 SL303               | 28 settembre 2000 | LINEAR     |
| 123064 - | 2000 SN303               | 28 settembre 2000 | LINEAR     |
| 123065 - | 2000 SY303               | 30 settembre 2000 | LINEAR     |
| 123066 - | 2000 SG304               | 30 settembre 2000 | LINEAR     |
| 123067 - | 2000 SZ304               | 30 settembre 2000 | LINEAR     |
| 123068 - | 2000 SJ305               | 30 settembre 2000 | LINEAR     |
| 123069 - | 2000 SS306               | 30 settembre 2000 | LINEAR     |
| 123070 - | 2000 SQ309               | 24 settembre 2000 | LINEAR     |
| 123071 - | 2000 ST310               | 26 settembre 2000 | LINEAR     |
| 123072 - | 2000 SE311               | 26 settembre 2000 | LINEAR     |
| 123073 - | 2000 SF311               | 26 settembre 2000 | LINEAR     |
| 123074 - | 2000 SG311               | 26 settembre 2000 | LINEAR     |
| 123075 - | 2000 SA312               | 27 settembre 2000 | LINEAR     |
| 123076 - | 2000 SK312               | 27 settembre 2000 | LINEAR     |
| 123077 - | 2000 SF313               | 27 settembre 2000 | LINEAR     |
| 123078 - | 2000 SZ313               | 27 settembre 2000 | LINEAR     |
| 123079 - | 2000 SG315               | 28 settembre 2000 | LINEAR     |
| 123080 - | 2000 SA316               | 30 settembre 2000 | LINEAR     |
| 123081 - | 2000 SN316               | 30 settembre 2000 | LINEAR     |
| 123082 - | 2000 SD319               | 26 settembre 2000 | LINEAR     |
| 123083 - | 2000 SL319               | 26 settembre 2000 | LINEAR     |
| 123084 - | 2000 SV319               | 27 settembre 2000 | LINEAR     |
| 123085 - | 2000 ST320               | 30 settembre 2000 | LINEAR     |
| 123086 - | 2000 SH321               | 28 settembre 2000 | Črni Vrh   |
| 123087 - | 2000 SQ327               | 30 settembre 2000 | LINEAR     |
| 123088 - | 2000 SU327               | 30 settembre 2000 | LINEAR     |
| 123089 - | 2000 SL328               | 30 settembre 2000 | Spacewatch |
| 123090 - | 2000 SQ328               | 30 settembre 2000 | Spacewatch |
| 123091 - | 2000 SE329               | 27 settembre 2000 | Spacewatch |
| 123092 - | 2000 SZ333               | 26 settembre 2000 | NEAT       |
| 123093 - | 2000 SD335               | 26 settembre 2000 | NEAT       |
| 123094 - | 2000 SL336               | 26 settembre 2000 | NEAT       |
| 123095 - | 2000 SV336               | 26 settembre 2000 | NEAT       |
| 123096 - | 2000 SJ338               | 25 settembre 2000 | Spacewatch |
| 123097 - | 2000 SE340               | 24 settembre 2000 | LINEAR     |
| 123098 - | 2000 SJ340               | 24 settembre 2000 | LINEAR     |
| 123099 - | 2000 SF342               | 24 settembre 2000 | LINEAR     |
| 123100 - | 2000 SC343               | 24 settembre 2000 | LINEAR     |

## 123101-123200
| Nome               | Designazione provvisoria | Data di scoperta  | Scopritore                       |
| ------------------ | ------------------------ | ----------------- | -------------------------------- |
| 123101 -           | 2000 SQ344               | 29 settembre 2000 | BAO Schmidt CCD Asteroid Program |
| 123102 -           | 2000 SU344               | 20 settembre 2000 | LINEAR                           |
| 123103 -           | 2000 SJ347               | 25 settembre 2000 | LINEAR                           |
| 123104 -           | 2000 SV348               | 30 settembre 2000 | LONEOS                           |
| 123105 -           | 2000 SS349               | 29 settembre 2000 | LONEOS                           |
| 123106 -           | 2000 SX349               | 29 settembre 2000 | LONEOS                           |
| 123107 -           | 2000 SF350               | 29 settembre 2000 | LONEOS                           |
| 123108 -           | 2000 SM351               | 29 settembre 2000 | LONEOS                           |
| 123109 -           | 2000 SQ355               | 29 settembre 2000 | LONEOS                           |
| 123110 -           | 2000 SL357               | 28 settembre 2000 | LONEOS                           |
| 123111 -           | 2000 SV357               | 28 settembre 2000 | LONEOS                           |
| 123112 -           | 2000 SW357               | 28 settembre 2000 | LONEOS                           |
| 123113 -           | 2000 SH361               | 23 settembre 2000 | LONEOS                           |
| 123114 -           | 2000 SO365               | 21 settembre 2000 | LONEOS                           |
| 123115 -           | 2000 SE366               | 23 settembre 2000 | LINEAR                           |
| 123116 -           | 2000 SC367               | 23 settembre 2000 | LONEOS                           |
| 123117 -           | 2000 SD367               | 23 settembre 2000 | LONEOS                           |
| 123118 -           | 2000 SH369               | 22 settembre 2000 | LONEOS                           |
| 123119 -           | 2000 SA370               | 24 settembre 2000 | LONEOS                           |
| 123120 Peternewman | 2000 SQ372               | 26 settembre 2000 | SDSS                             |
| 123121 -           | 2000 TA3                 | 1 ottobre 2000    | LINEAR                           |
| 123122 -           | 2000 TS4                 | 1 ottobre 2000    | LINEAR                           |
| 123123 -           | 2000 TD5                 | 1 ottobre 2000    | LINEAR                           |
| 123124 -           | 2000 TZ5                 | 1 ottobre 2000    | LINEAR                           |
| 123125 -           | 2000 TQ7                 | 1 ottobre 2000    | LINEAR                           |
| 123126 -           | 2000 TS7                 | 1 ottobre 2000    | LINEAR                           |
| 123127 -           | 2000 TA8                 | 1 ottobre 2000    | LINEAR                           |
| 123128 -           | 2000 TW8                 | 1 ottobre 2000    | LINEAR                           |
| 123129 -           | 2000 TX11                | 1 ottobre 2000    | LINEAR                           |
| 123130 -           | 2000 TY11                | 1 ottobre 2000    | LINEAR                           |
| 123131 -           | 2000 TD12                | 1 ottobre 2000    | LINEAR                           |
| 123132 -           | 2000 TK12                | 1 ottobre 2000    | LINEAR                           |
| 123133 -           | 2000 TH13                | 1 ottobre 2000    | LINEAR                           |
| 123134 -           | 2000 TL13                | 1 ottobre 2000    | LINEAR                           |
| 123135 -           | 2000 TS13                | 1 ottobre 2000    | LINEAR                           |
| 123136 -           | 2000 TA16                | 1 ottobre 2000    | LINEAR                           |
| 123137 -           | 2000 TN17                | 1 ottobre 2000    | LINEAR                           |
| 123138 -           | 2000 TZ17                | 1 ottobre 2000    | LINEAR                           |
| 123139 -           | 2000 TB18                | 1 ottobre 2000    | LINEAR                           |
| 123140 -           | 2000 TD18                | 1 ottobre 2000    | LINEAR                           |
| 123141 -           | 2000 TK18                | 1 ottobre 2000    | LINEAR                           |
| 123142 -           | 2000 TN18                | 1 ottobre 2000    | LINEAR                           |
| 123143 -           | 2000 TX18                | 1 ottobre 2000    | LINEAR                           |
| 123144 -           | 2000 TY19                | 1 ottobre 2000    | LINEAR                           |
| 123145 -           | 2000 TU21                | 1 ottobre 2000    | LINEAR                           |
| 123146 -           | 2000 TB24                | 2 ottobre 2000    | LINEAR                           |
| 123147 -           | 2000 TL25                | 2 ottobre 2000    | LINEAR                           |
| 123148 -           | 2000 TY25                | 1 ottobre 2000    | LINEAR                           |
| 123149 -           | 2000 TK29                | 3 ottobre 2000    | LINEAR                           |
| 123150 -           | 2000 TJ32                | 6 ottobre 2000    | Spacewatch                       |
| 123151 -           | 2000 TJ33                | 4 ottobre 2000    | LINEAR                           |
| 123152 -           | 2000 TQ37                | 1 ottobre 2000    | LINEAR                           |
| 123153 -           | 2000 TK38                | 1 ottobre 2000    | LINEAR                           |
| 123154 -           | 2000 TH39                | 1 ottobre 2000    | LINEAR                           |
| 123155 -           | 2000 TL40                | 1 ottobre 2000    | LINEAR                           |
| 123156 -           | 2000 TM43                | 1 ottobre 2000    | LINEAR                           |
| 123157 -           | 2000 TG45                | 1 ottobre 2000    | LINEAR                           |
| 123158 -           | 2000 TS45                | 1 ottobre 2000    | LINEAR                           |
| 123159 -           | 2000 TZ45                | 1 ottobre 2000    | LONEOS                           |
| 123160 -           | 2000 TO46                | 1 ottobre 2000    | LONEOS                           |
| 123161 -           | 2000 TD47                | 1 ottobre 2000    | LONEOS                           |
| 123162 -           | 2000 TV47                | 1 ottobre 2000    | LINEAR                           |
| 123163 -           | 2000 TV48                | 1 ottobre 2000    | LONEOS                           |
| 123164 -           | 2000 TZ50                | 1 ottobre 2000    | LINEAR                           |
| 123165 -           | 2000 TK51                | 1 ottobre 2000    | LINEAR                           |
| 123166 -           | 2000 TU51                | 1 ottobre 2000    | LINEAR                           |
| 123167 -           | 2000 TY53                | 1 ottobre 2000    | LINEAR                           |
| 123168 -           | 2000 TC54                | 1 ottobre 2000    | LINEAR                           |
| 123169 -           | 2000 TC57                | 2 ottobre 2000    | LONEOS                           |
| 123170 -           | 2000 TA58                | 2 ottobre 2000    | LONEOS                           |
| 123171 -           | 2000 TL58                | 2 ottobre 2000    | LONEOS                           |
| 123172 -           | 2000 TA59                | 2 ottobre 2000    | LONEOS                           |
| 123173 -           | 2000 TK61                | 2 ottobre 2000    | LONEOS                           |
| 123174 -           | 2000 TU61                | 2 ottobre 2000    | LONEOS                           |
| 123175 -           | 2000 TD63                | 3 ottobre 2000    | LONEOS                           |
| 123176 -           | 2000 TO63                | 3 ottobre 2000    | LINEAR                           |
| 123177 -           | 2000 TD66                | 1 ottobre 2000    | LINEAR                           |
| 123178 -           | 2000 TU66                | 2 ottobre 2000    | LINEAR                           |
| 123179 -           | 2000 TM67                | 2 ottobre 2000    | LINEAR                           |
| 123180 -           | 2000 TP68                | 6 ottobre 2000    | NEAT                             |
| 123181 -           | 2000 UW2                 | 22 ottobre 2000   | W. Bickel                        |
| 123182 -           | 2000 UY3                 | 24 ottobre 2000   | LINEAR                           |
| 123183 -           | 2000 UQ4                 | 24 ottobre 2000   | LINEAR                           |
| 123184 -           | 2000 UQ6                 | 24 ottobre 2000   | LINEAR                           |
| 123185 -           | 2000 UJ7                 | 24 ottobre 2000   | LINEAR                           |
| 123186 -           | 2000 UB9                 | 24 ottobre 2000   | LINEAR                           |
| 123187 -           | 2000 UV10                | 25 ottobre 2000   | LINEAR                           |
| 123188 -           | 2000 UW10                | 25 ottobre 2000   | LINEAR                           |
| 123189 -           | 2000 UP13                | 23 ottobre 2000   | P. Kušnirák                      |
| 123190 -           | 2000 UK14                | 24 ottobre 2000   | LINEAR                           |
| 123191 -           | 2000 UT14                | 25 ottobre 2000   | LINEAR                           |
| 123192 -           | 2000 UA15                | 25 ottobre 2000   | LINEAR                           |
| 123193 -           | 2000 UD15                | 25 ottobre 2000   | LINEAR                           |
| 123194 -           | 2000 UW15                | 27 ottobre 2000   | Spacewatch                       |
| 123195 -           | 2000 UU18                | 25 ottobre 2000   | LINEAR                           |
| 123196 -           | 2000 UC19                | 29 ottobre 2000   | LINEAR                           |
| 123197 -           | 2000 UV19                | 24 ottobre 2000   | LINEAR                           |
| 123198 -           | 2000 UF20                | 24 ottobre 2000   | LINEAR                           |
| 123199 -           | 2000 UQ20                | 24 ottobre 2000   | LINEAR                           |
| 123200 -           | 2000 UA24                | 24 ottobre 2000   | LINEAR                           |

## 123201-123300
| Nome         | Designazione provvisoria | Data di scoperta | Scopritore |
| ------------ | ------------------------ | ---------------- | ---------- |
| 123201 -     | 2000 UK24                | 24 ottobre 2000  | LINEAR     |
| 123202 -     | 2000 UG25                | 24 ottobre 2000  | LINEAR     |
| 123203 -     | 2000 UV27                | 25 ottobre 2000  | LINEAR     |
| 123204 -     | 2000 UX27                | 25 ottobre 2000  | LINEAR     |
| 123205 -     | 2000 UZ27                | 25 ottobre 2000  | LINEAR     |
| 123206 -     | 2000 UA28                | 25 ottobre 2000  | LINEAR     |
| 123207 -     | 2000 UC28                | 25 ottobre 2000  | LINEAR     |
| 123208 -     | 2000 UO29                | 24 ottobre 2000  | LINEAR     |
| 123209 -     | 2000 UW32                | 29 ottobre 2000  | Spacewatch |
| 123210 -     | 2000 UW34                | 24 ottobre 2000  | LINEAR     |
| 123211 -     | 2000 UW36                | 24 ottobre 2000  | LINEAR     |
| 123212 -     | 2000 UY36                | 24 ottobre 2000  | LINEAR     |
| 123213 -     | 2000 UK37                | 24 ottobre 2000  | LINEAR     |
| 123214 -     | 2000 UX37                | 24 ottobre 2000  | LINEAR     |
| 123215 -     | 2000 UG38                | 24 ottobre 2000  | LINEAR     |
| 123216 -     | 2000 UZ39                | 24 ottobre 2000  | LINEAR     |
| 123217 -     | 2000 UF40                | 24 ottobre 2000  | LINEAR     |
| 123218 -     | 2000 UN40                | 24 ottobre 2000  | LINEAR     |
| 123219 -     | 2000 UC41                | 24 ottobre 2000  | LINEAR     |
| 123220 -     | 2000 UR41                | 24 ottobre 2000  | LINEAR     |
| 123221 -     | 2000 UQ44                | 24 ottobre 2000  | LINEAR     |
| 123222 -     | 2000 UX46                | 24 ottobre 2000  | LINEAR     |
| 123223 -     | 2000 UH47                | 24 ottobre 2000  | LINEAR     |
| 123224 -     | 2000 UR48                | 24 ottobre 2000  | LINEAR     |
| 123225 -     | 2000 UW48                | 24 ottobre 2000  | LINEAR     |
| 123226 -     | 2000 UD49                | 24 ottobre 2000  | LINEAR     |
| 123227 -     | 2000 UP49                | 24 ottobre 2000  | LINEAR     |
| 123228 -     | 2000 UE50                | 24 ottobre 2000  | LINEAR     |
| 123229 -     | 2000 UT52                | 24 ottobre 2000  | LINEAR     |
| 123230 -     | 2000 UL53                | 24 ottobre 2000  | LINEAR     |
| 123231 -     | 2000 UC55                | 24 ottobre 2000  | LINEAR     |
| 123232 -     | 2000 UQ56                | 25 ottobre 2000  | LINEAR     |
| 123233 -     | 2000 US56                | 25 ottobre 2000  | LINEAR     |
| 123234 -     | 2000 UO57                | 25 ottobre 2000  | LINEAR     |
| 123235 -     | 2000 UP57                | 25 ottobre 2000  | LINEAR     |
| 123236 -     | 2000 UX57                | 25 ottobre 2000  | LINEAR     |
| 123237 -     | 2000 UH58                | 25 ottobre 2000  | LINEAR     |
| 123238 -     | 2000 UN58                | 25 ottobre 2000  | LINEAR     |
| 123239 -     | 2000 UQ58                | 25 ottobre 2000  | LINEAR     |
| 123240 -     | 2000 UU59                | 25 ottobre 2000  | LINEAR     |
| 123241 -     | 2000 UL60                | 25 ottobre 2000  | LINEAR     |
| 123242 -     | 2000 US61                | 25 ottobre 2000  | LINEAR     |
| 123243 -     | 2000 UW63                | 25 ottobre 2000  | LINEAR     |
| 123244 -     | 2000 UY64                | 25 ottobre 2000  | LINEAR     |
| 123245 -     | 2000 UC65                | 25 ottobre 2000  | LINEAR     |
| 123246 -     | 2000 UO65                | 25 ottobre 2000  | LINEAR     |
| 123247 -     | 2000 UL67                | 25 ottobre 2000  | LINEAR     |
| 123248 -     | 2000 UT67                | 25 ottobre 2000  | LINEAR     |
| 123249 -     | 2000 UK68                | 25 ottobre 2000  | LINEAR     |
| 123250 -     | 2000 UN68                | 25 ottobre 2000  | LINEAR     |
| 123251 -     | 2000 UP68                | 25 ottobre 2000  | LINEAR     |
| 123252 -     | 2000 UG69                | 25 ottobre 2000  | LINEAR     |
| 123253 -     | 2000 UC70                | 25 ottobre 2000  | LINEAR     |
| 123254 -     | 2000 UT70                | 25 ottobre 2000  | LINEAR     |
| 123255 -     | 2000 UM71                | 25 ottobre 2000  | LINEAR     |
| 123256 -     | 2000 US73                | 26 ottobre 2000  | LINEAR     |
| 123257 -     | 2000 UT73                | 26 ottobre 2000  | LINEAR     |
| 123258 -     | 2000 UO74                | 30 ottobre 2000  | LINEAR     |
| 123259 -     | 2000 UV74                | 31 ottobre 2000  | LINEAR     |
| 123260 -     | 2000 UR76                | 24 ottobre 2000  | LINEAR     |
| 123261 -     | 2000 UO77                | 24 ottobre 2000  | LINEAR     |
| 123262 -     | 2000 UJ78                | 24 ottobre 2000  | LINEAR     |
| 123263 -     | 2000 UO78                | 24 ottobre 2000  | LINEAR     |
| 123264 -     | 2000 US78                | 24 ottobre 2000  | LINEAR     |
| 123265 -     | 2000 UA80                | 24 ottobre 2000  | LINEAR     |
| 123266 -     | 2000 UY81                | 25 ottobre 2000  | LINEAR     |
| 123267 -     | 2000 UK82                | 26 ottobre 2000  | LINEAR     |
| 123268 -     | 2000 UQ82                | 29 ottobre 2000  | LINEAR     |
| 123269 -     | 2000 UT84                | 31 ottobre 2000  | LINEAR     |
| 123270 -     | 2000 UB85                | 31 ottobre 2000  | LINEAR     |
| 123271 -     | 2000 UA88                | 31 ottobre 2000  | LINEAR     |
| 123272 -     | 2000 UN89                | 31 ottobre 2000  | LINEAR     |
| 123273 -     | 2000 UO90                | 24 ottobre 2000  | LINEAR     |
| 123274 -     | 2000 UZ90                | 25 ottobre 2000  | LINEAR     |
| 123275 -     | 2000 UO91                | 25 ottobre 2000  | LINEAR     |
| 123276 -     | 2000 UO93                | 25 ottobre 2000  | LINEAR     |
| 123277 -     | 2000 UU93                | 25 ottobre 2000  | LINEAR     |
| 123278 -     | 2000 UG95                | 25 ottobre 2000  | LINEAR     |
| 123279 -     | 2000 UP96                | 25 ottobre 2000  | LINEAR     |
| 123280 -     | 2000 UT96                | 25 ottobre 2000  | LINEAR     |
| 123281 -     | 2000 UY96                | 25 ottobre 2000  | LINEAR     |
| 123282 -     | 2000 US97                | 25 ottobre 2000  | LINEAR     |
| 123283 -     | 2000 UH98                | 25 ottobre 2000  | LINEAR     |
| 123284 -     | 2000 UZ98                | 25 ottobre 2000  | LINEAR     |
| 123285 -     | 2000 UE99                | 25 ottobre 2000  | LINEAR     |
| 123286 -     | 2000 UG99                | 25 ottobre 2000  | LINEAR     |
| 123287 -     | 2000 UK99                | 25 ottobre 2000  | LINEAR     |
| 123288 -     | 2000 UV99                | 25 ottobre 2000  | LINEAR     |
| 123289 -     | 2000 UC100               | 25 ottobre 2000  | LINEAR     |
| 123290 Manoa | 2000 UH100               | 25 ottobre 2000  | LINEAR     |
| 123291 -     | 2000 UH101               | 25 ottobre 2000  | LINEAR     |
| 123292 -     | 2000 UT101               | 25 ottobre 2000  | LINEAR     |
| 123293 -     | 2000 UU102               | 25 ottobre 2000  | LINEAR     |
| 123294 -     | 2000 UX102               | 25 ottobre 2000  | LINEAR     |
| 123295 -     | 2000 UH103               | 25 ottobre 2000  | LINEAR     |
| 123296 -     | 2000 UJ104               | 25 ottobre 2000  | LINEAR     |
| 123297 -     | 2000 UC105               | 29 ottobre 2000  | LINEAR     |
| 123298 -     | 2000 UB110               | 31 ottobre 2000  | LINEAR     |
| 123299 -     | 2000 UG111               | 26 ottobre 2000  | Spacewatch |
| 123300 -     | 2000 UF112               | 31 ottobre 2000  | LINEAR     |

## 123301-123400
| Nome     | Designazione provvisoria | Data di scoperta | Scopritore         |
| -------- | ------------------------ | ---------------- | ------------------ |
| 123301 - | 2000 UK112               | 25 ottobre 2000  | LINEAR             |
| 123302 - | 2000 UW112               | 19 ottobre 2000  | G. J. Garradd      |
| 123303 - | 2000 VT                  | 1 novembre 2000  | Spacewatch         |
| 123304 - | 2000 VO1                 | 1 novembre 2000  | LINEAR             |
| 123305 - | 2000 VZ1                 | 1 novembre 2000  | LINEAR             |
| 123306 - | 2000 VC3                 | 2 novembre 2000  | Spacewatch         |
| 123307 - | 2000 VZ4                 | 1 novembre 2000  | LINEAR             |
| 123308 - | 2000 VT6                 | 1 novembre 2000  | LINEAR             |
| 123309 - | 2000 VV6                 | 1 novembre 2000  | LINEAR             |
| 123310 - | 2000 VF7                 | 1 novembre 2000  | LINEAR             |
| 123311 - | 2000 VV7                 | 1 novembre 2000  | LINEAR             |
| 123312 - | 2000 VY7                 | 1 novembre 2000  | LINEAR             |
| 123313 - | 2000 VZ7                 | 1 novembre 2000  | LINEAR             |
| 123314 - | 2000 VC8                 | 1 novembre 2000  | LINEAR             |
| 123315 - | 2000 VT8                 | 1 novembre 2000  | LINEAR             |
| 123316 - | 2000 VR9                 | 1 novembre 2000  | LINEAR             |
| 123317 - | 2000 VU9                 | 1 novembre 2000  | LINEAR             |
| 123318 - | 2000 VC10                | 1 novembre 2000  | LINEAR             |
| 123319 - | 2000 VN10                | 1 novembre 2000  | LINEAR             |
| 123320 - | 2000 VV15                | 1 novembre 2000  | LINEAR             |
| 123321 - | 2000 VF17                | 1 novembre 2000  | LINEAR             |
| 123322 - | 2000 VS19                | 1 novembre 2000  | LINEAR             |
| 123323 - | 2000 VU19                | 1 novembre 2000  | LINEAR             |
| 123324 - | 2000 VA20                | 1 novembre 2000  | LINEAR             |
| 123325 - | 2000 VV20                | 1 novembre 2000  | LINEAR             |
| 123326 - | 2000 VE22                | 1 novembre 2000  | LINEAR             |
| 123327 - | 2000 VT23                | 1 novembre 2000  | LINEAR             |
| 123328 - | 2000 VL30                | 1 novembre 2000  | LINEAR             |
| 123329 - | 2000 VC31                | 1 novembre 2000  | LINEAR             |
| 123330 - | 2000 VA38                | 1 novembre 2000  | LINEAR             |
| 123331 - | 2000 VC40                | 1 novembre 2000  | LINEAR             |
| 123332 - | 2000 VQ41                | 1 novembre 2000  | LINEAR             |
| 123333 - | 2000 VF42                | 1 novembre 2000  | LINEAR             |
| 123334 - | 2000 VY42                | 1 novembre 2000  | LINEAR             |
| 123335 - | 2000 VQ43                | 1 novembre 2000  | LINEAR             |
| 123336 - | 2000 VD45                | 1 novembre 2000  | LINEAR             |
| 123337 - | 2000 VE46                | 3 novembre 2000  | LINEAR             |
| 123338 - | 2000 VT47                | 1 novembre 2000  | LINEAR             |
| 123339 - | 2000 VY52                | 3 novembre 2000  | LINEAR             |
| 123340 - | 2000 VW53                | 3 novembre 2000  | LINEAR             |
| 123341 - | 2000 VQ54                | 3 novembre 2000  | LINEAR             |
| 123342 - | 2000 VS54                | 3 novembre 2000  | LINEAR             |
| 123343 - | 2000 VT57                | 3 novembre 2000  | LINEAR             |
| 123344 - | 2000 VA58                | 3 novembre 2000  | LINEAR             |
| 123345 - | 2000 VF60                | 1 novembre 2000  | LINEAR             |
| 123346 - | 2000 VG60                | 1 novembre 2000  | LINEAR             |
| 123347 - | 2000 VV60                | 1 novembre 2000  | Spacewatch         |
| 123348 - | 2000 VY60                | 1 novembre 2000  | Spacewatch         |
| 123349 - | 2000 VP61                | 9 novembre 2000  | LINEAR             |
| 123350 - | 2000 WQ1                 | 17 novembre 2000 | LINEAR             |
| 123351 - | 2000 WF2                 | 18 novembre 2000 | C. W. Juels        |
| 123352 - | 2000 WU3                 | 19 novembre 2000 | LINEAR             |
| 123353 - | 2000 WV4                 | 19 novembre 2000 | LINEAR             |
| 123354 - | 2000 WT6                 | 19 novembre 2000 | LINEAR             |
| 123355 - | 2000 WC9                 | 18 novembre 2000 | BATTeRS            |
| 123356 - | 2000 WX15                | 21 novembre 2000 | LINEAR             |
| 123357 - | 2000 WE18                | 21 novembre 2000 | LINEAR             |
| 123358 - | 2000 WO19                | 24 novembre 2000 | Moriyama, Moriyama |
| 123359 - | 2000 WV23                | 20 novembre 2000 | LINEAR             |
| 123360 - | 2000 WN26                | 25 novembre 2000 | LINEAR             |
| 123361 - | 2000 WK28                | 23 novembre 2000 | NEAT               |
| 123362 - | 2000 WM28                | 23 novembre 2000 | NEAT               |
| 123363 - | 2000 WO30                | 20 novembre 2000 | LINEAR             |
| 123364 - | 2000 WN31                | 20 novembre 2000 | LINEAR             |
| 123365 - | 2000 WU31                | 20 novembre 2000 | LINEAR             |
| 123366 - | 2000 WE32                | 20 novembre 2000 | LINEAR             |
| 123367 - | 2000 WK32                | 20 novembre 2000 | LINEAR             |
| 123368 - | 2000 WX32                | 20 novembre 2000 | LINEAR             |
| 123369 - | 2000 WV35                | 20 novembre 2000 | LINEAR             |
| 123370 - | 2000 WZ35                | 20 novembre 2000 | LINEAR             |
| 123371 - | 2000 WD36                | 20 novembre 2000 | LINEAR             |
| 123372 - | 2000 WA37                | 20 novembre 2000 | LINEAR             |
| 123373 - | 2000 WW39                | 20 novembre 2000 | LINEAR             |
| 123374 - | 2000 WE44                | 21 novembre 2000 | LINEAR             |
| 123375 - | 2000 WU44                | 21 novembre 2000 | LINEAR             |
| 123376 - | 2000 WV44                | 21 novembre 2000 | LINEAR             |
| 123377 - | 2000 WA45                | 21 novembre 2000 | LINEAR             |
| 123378 - | 2000 WU51                | 27 novembre 2000 | Spacewatch         |
| 123379 - | 2000 WJ53                | 27 novembre 2000 | Spacewatch         |
| 123380 - | 2000 WW53                | 27 novembre 2000 | Spacewatch         |
| 123381 - | 2000 WK57                | 21 novembre 2000 | LINEAR             |
| 123382 - | 2000 WR58                | 21 novembre 2000 | LINEAR             |
| 123383 - | 2000 WW58                | 21 novembre 2000 | LINEAR             |
| 123384 - | 2000 WG60                | 21 novembre 2000 | LINEAR             |
| 123385 - | 2000 WO62                | 28 novembre 2000 | K. Korlević        |
| 123386 - | 2000 WW62                | 28 novembre 2000 | C. W. Juels        |
| 123387 - | 2000 WO66                | 20 novembre 2000 | LINEAR             |
| 123388 - | 2000 WR69                | 19 novembre 2000 | LINEAR             |
| 123389 - | 2000 WG71                | 19 novembre 2000 | LINEAR             |
| 123390 - | 2000 WT71                | 19 novembre 2000 | LINEAR             |
| 123391 - | 2000 WX71                | 19 novembre 2000 | LINEAR             |
| 123392 - | 2000 WF72                | 19 novembre 2000 | LINEAR             |
| 123393 - | 2000 WH72                | 19 novembre 2000 | LINEAR             |
| 123394 - | 2000 WU73                | 20 novembre 2000 | LINEAR             |
| 123395 - | 2000 WA75                | 20 novembre 2000 | LINEAR             |
| 123396 - | 2000 WF75                | 20 novembre 2000 | LINEAR             |
| 123397 - | 2000 WB78                | 20 novembre 2000 | LINEAR             |
| 123398 - | 2000 WL79                | 20 novembre 2000 | LINEAR             |
| 123399 - | 2000 WP80                | 20 novembre 2000 | LINEAR             |
| 123400 - | 2000 WY80                | 20 novembre 2000 | LINEAR             |

## 123401-123500
| Nome     | Designazione provvisoria | Data di scoperta | Scopritore  |
| -------- | ------------------------ | ---------------- | ----------- |
| 123401 - | 2000 WM83                | 20 novembre 2000 | LINEAR      |
| 123402 - | 2000 WS83                | 20 novembre 2000 | LINEAR      |
| 123403 - | 2000 WH86                | 20 novembre 2000 | LINEAR      |
| 123404 - | 2000 WS88                | 20 novembre 2000 | LINEAR      |
| 123405 - | 2000 WD90                | 21 novembre 2000 | LINEAR      |
| 123406 - | 2000 WJ90                | 21 novembre 2000 | LINEAR      |
| 123407 - | 2000 WG94                | 21 novembre 2000 | LINEAR      |
| 123408 - | 2000 WZ94                | 21 novembre 2000 | LINEAR      |
| 123409 - | 2000 WJ95                | 21 novembre 2000 | LINEAR      |
| 123410 - | 2000 WV96                | 21 novembre 2000 | LINEAR      |
| 123411 - | 2000 WM97                | 21 novembre 2000 | LINEAR      |
| 123412 - | 2000 WZ97                | 21 novembre 2000 | LINEAR      |
| 123413 - | 2000 WT98                | 21 novembre 2000 | LINEAR      |
| 123414 - | 2000 WM99                | 21 novembre 2000 | LINEAR      |
| 123415 - | 2000 WN99                | 21 novembre 2000 | LINEAR      |
| 123416 - | 2000 WF100               | 21 novembre 2000 | LINEAR      |
| 123417 - | 2000 WN103               | 26 novembre 2000 | LINEAR      |
| 123418 - | 2000 WT103               | 27 novembre 2000 | LINEAR      |
| 123419 - | 2000 WX103               | 27 novembre 2000 | LINEAR      |
| 123420 - | 2000 WN105               | 28 novembre 2000 | Spacewatch  |
| 123421 - | 2000 WV105               | 29 novembre 2000 | Spacewatch  |
| 123422 - | 2000 WF106               | 29 novembre 2000 | Spacewatch  |
| 123423 - | 2000 WV107               | 20 novembre 2000 | LINEAR      |
| 123424 - | 2000 WQ108               | 20 novembre 2000 | LINEAR      |
| 123425 - | 2000 WM110               | 20 novembre 2000 | LINEAR      |
| 123426 - | 2000 WE111               | 20 novembre 2000 | LINEAR      |
| 123427 - | 2000 WX111               | 20 novembre 2000 | LINEAR      |
| 123428 - | 2000 WJ112               | 20 novembre 2000 | LINEAR      |
| 123429 - | 2000 WB115               | 20 novembre 2000 | LINEAR      |
| 123430 - | 2000 WX115               | 20 novembre 2000 | LINEAR      |
| 123431 - | 2000 WG117               | 20 novembre 2000 | LINEAR      |
| 123432 - | 2000 WQ118               | 20 novembre 2000 | LINEAR      |
| 123433 - | 2000 WY118               | 20 novembre 2000 | LINEAR      |
| 123434 - | 2000 WD119               | 20 novembre 2000 | LINEAR      |
| 123435 - | 2000 WJ119               | 20 novembre 2000 | LINEAR      |
| 123436 - | 2000 WF120               | 20 novembre 2000 | LINEAR      |
| 123437 - | 2000 WP121               | 26 novembre 2000 | LINEAR      |
| 123438 - | 2000 WU121               | 29 novembre 2000 | LINEAR      |
| 123439 - | 2000 WS125               | 30 novembre 2000 | LINEAR      |
| 123440 - | 2000 WT125               | 30 novembre 2000 | LINEAR      |
| 123441 - | 2000 WP126               | 16 novembre 2000 | Spacewatch  |
| 123442 - | 2000 WU129               | 19 novembre 2000 | Spacewatch  |
| 123443 - | 2000 WZ129               | 19 novembre 2000 | LINEAR      |
| 123444 - | 2000 WF131               | 20 novembre 2000 | LONEOS      |
| 123445 - | 2000 WL131               | 20 novembre 2000 | LONEOS      |
| 123446 - | 2000 WQ131               | 20 novembre 2000 | LONEOS      |
| 123447 - | 2000 WZ131               | 17 novembre 2000 | Spacewatch  |
| 123448 - | 2000 WR132               | 19 novembre 2000 | LINEAR      |
| 123449 - | 2000 WK133               | 19 novembre 2000 | LINEAR      |
| 123450 - | 2000 WZ133               | 19 novembre 2000 | LINEAR      |
| 123451 - | 2000 WF134               | 19 novembre 2000 | LINEAR      |
| 123452 - | 2000 WJ134               | 19 novembre 2000 | LINEAR      |
| 123453 - | 2000 WF135               | 19 novembre 2000 | LINEAR      |
| 123454 - | 2000 WS135               | 20 novembre 2000 | LONEOS      |
| 123455 - | 2000 WF136               | 20 novembre 2000 | LINEAR      |
| 123456 - | 2000 WO137               | 20 novembre 2000 | LINEAR      |
| 123457 - | 2000 WN138               | 21 novembre 2000 | LINEAR      |
| 123458 - | 2000 WW138               | 21 novembre 2000 | LINEAR      |
| 123459 - | 2000 WQ139               | 21 novembre 2000 | LINEAR      |
| 123460 - | 2000 WQ141               | 19 novembre 2000 | LINEAR      |
| 123461 - | 2000 WT142               | 20 novembre 2000 | LONEOS      |
| 123462 - | 2000 WY142               | 20 novembre 2000 | LONEOS      |
| 123463 - | 2000 WC143               | 20 novembre 2000 | LONEOS      |
| 123464 - | 2000 WO144               | 21 novembre 2000 | LINEAR      |
| 123465 - | 2000 WH145               | 22 novembre 2000 | NEAT        |
| 123466 - | 2000 WZ145               | 23 novembre 2000 | NEAT        |
| 123467 - | 2000 WZ146               | 28 novembre 2000 | NEAT        |
| 123468 - | 2000 WS147               | 28 novembre 2000 | Spacewatch  |
| 123469 - | 2000 WC148               | 28 novembre 2000 | Spacewatch  |
| 123470 - | 2000 WR148               | 28 novembre 2000 | NEAT        |
| 123471 - | 2000 WE149               | 29 novembre 2000 | NEAT        |
| 123472 - | 2000 WD154               | 30 novembre 2000 | LINEAR      |
| 123473 - | 2000 WH154               | 30 novembre 2000 | LINEAR      |
| 123474 - | 2000 WO154               | 30 novembre 2000 | LINEAR      |
| 123475 - | 2000 WB155               | 30 novembre 2000 | LINEAR      |
| 123476 - | 2000 WC155               | 30 novembre 2000 | LINEAR      |
| 123477 - | 2000 WR161               | 20 novembre 2000 | LONEOS      |
| 123478 - | 2000 WU161               | 20 novembre 2000 | LONEOS      |
| 123479 - | 2000 WD162               | 20 novembre 2000 | LONEOS      |
| 123480 - | 2000 WE162               | 20 novembre 2000 | LONEOS      |
| 123481 - | 2000 WV162               | 20 novembre 2000 | LONEOS      |
| 123482 - | 2000 WL163               | 21 novembre 2000 | LINEAR      |
| 123483 - | 2000 WX164               | 22 novembre 2000 | NEAT        |
| 123484 - | 2000 WE166               | 24 novembre 2000 | LONEOS      |
| 123485 - | 2000 WF166               | 24 novembre 2000 | LONEOS      |
| 123486 - | 2000 WS166               | 24 novembre 2000 | LONEOS      |
| 123487 - | 2000 WY166               | 24 novembre 2000 | LONEOS      |
| 123488 - | 2000 WD170               | 24 novembre 2000 | LONEOS      |
| 123489 - | 2000 WO170               | 24 novembre 2000 | LONEOS      |
| 123490 - | 2000 WS170               | 24 novembre 2000 | LONEOS      |
| 123491 - | 2000 WV170               | 24 novembre 2000 | LONEOS      |
| 123492 - | 2000 WL171               | 25 novembre 2000 | LINEAR      |
| 123493 - | 2000 WU171               | 25 novembre 2000 | LINEAR      |
| 123494 - | 2000 WJ173               | 25 novembre 2000 | LONEOS      |
| 123495 - | 2000 WK173               | 25 novembre 2000 | LONEOS      |
| 123496 - | 2000 WL175               | 26 novembre 2000 | LINEAR      |
| 123497 - | 2000 WP175               | 26 novembre 2000 | LINEAR      |
| 123498 - | 2000 WN178               | 29 novembre 2000 | LINEAR      |
| 123499 - | 2000 WY178               | 30 novembre 2000 | S. Sposetti |
| 123500 - | 2000 WY179               | 27 novembre 2000 | LINEAR      |

## 123501-123600
| Nome     | Designazione provvisoria | Data di scoperta | Scopritore                                     |
| -------- | ------------------------ | ---------------- | ---------------------------------------------- |
| 123501 - | 2000 WM180               | 27 novembre 2000 | LINEAR                                         |
| 123502 - | 2000 WV180               | 29 novembre 2000 | LINEAR                                         |
| 123503 - | 2000 WW180               | 29 novembre 2000 | LINEAR                                         |
| 123504 - | 2000 WE181               | 29 novembre 2000 | LINEAR                                         |
| 123505 - | 2000 WO181               | 30 novembre 2000 | LONEOS                                         |
| 123506 - | 2000 WA182               | 25 novembre 2000 | LINEAR                                         |
| 123507 - | 2000 WP182               | 20 novembre 2000 | LONEOS                                         |
| 123508 - | 2000 WU182               | 18 novembre 2000 | LINEAR                                         |
| 123509 - | 2000 WK183               | 26 novembre 2000 | O. R. Hainaut, C. E. Delahodde, A. C. Delsanti |
| 123510 - | 2000 WV184               | 29 novembre 2000 | LONEOS                                         |
| 123511 - | 2000 WP185               | 29 novembre 2000 | LINEAR                                         |
| 123512 - | 2000 WU187               | 16 novembre 2000 | LONEOS                                         |
| 123513 - | 2000 WV188               | 18 novembre 2000 | LONEOS                                         |
| 123514 - | 2000 WY190               | 19 novembre 2000 | LONEOS                                         |
| 123515 - | 2000 WH192               | 19 novembre 2000 | LONEOS                                         |
| 123516 - | 2000 XN1                 | 3 dicembre 2000  | Spacewatch                                     |
| 123517 - | 2000 XY1                 | 3 dicembre 2000  | Spacewatch                                     |
| 123518 - | 2000 XK3                 | 1 dicembre 2000  | LINEAR                                         |
| 123519 - | 2000 XM3                 | 1 dicembre 2000  | LINEAR                                         |
| 123520 - | 2000 XY3                 | 1 dicembre 2000  | LINEAR                                         |
| 123521 - | 2000 XD4                 | 1 dicembre 2000  | LINEAR                                         |
| 123522 - | 2000 XA5                 | 1 dicembre 2000  | LINEAR                                         |
| 123523 - | 2000 XY7                 | 1 dicembre 2000  | LINEAR                                         |
| 123524 - | 2000 XW9                 | 1 dicembre 2000  | LINEAR                                         |
| 123525 - | 2000 XB10                | 1 dicembre 2000  | LINEAR                                         |
| 123526 - | 2000 XO12                | 4 dicembre 2000  | LINEAR                                         |
| 123527 - | 2000 XQ12                | 4 dicembre 2000  | LINEAR                                         |
| 123528 - | 2000 XZ12                | 4 dicembre 2000  | LINEAR                                         |
| 123529 - | 2000 XA13                | 4 dicembre 2000  | LINEAR                                         |
| 123530 - | 2000 XL13                | 4 dicembre 2000  | LINEAR                                         |
| 123531 - | 2000 XT13                | 4 dicembre 2000  | LINEAR                                         |
| 123532 - | 2000 XZ13                | 4 dicembre 2000  | Y.-B. Jeon, B.-C. Lee                          |
| 123533 - | 2000 XX15                | 1 dicembre 2000  | LINEAR                                         |
| 123534 - | 2000 XD16                | 1 dicembre 2000  | LINEAR                                         |
| 123535 - | 2000 XF16                | 1 dicembre 2000  | LINEAR                                         |
| 123536 - | 2000 XU17                | 4 dicembre 2000  | LINEAR                                         |
| 123537 - | 2000 XE18                | 4 dicembre 2000  | LINEAR                                         |
| 123538 - | 2000 XR19                | 4 dicembre 2000  | LINEAR                                         |
| 123539 - | 2000 XV19                | 4 dicembre 2000  | LINEAR                                         |
| 123540 - | 2000 XN20                | 4 dicembre 2000  | LINEAR                                         |
| 123541 - | 2000 XS20                | 4 dicembre 2000  | LINEAR                                         |
| 123542 - | 2000 XM21                | 4 dicembre 2000  | LINEAR                                         |
| 123543 - | 2000 XG22                | 4 dicembre 2000  | LINEAR                                         |
| 123544 - | 2000 XK22                | 4 dicembre 2000  | LINEAR                                         |
| 123545 - | 2000 XN22                | 4 dicembre 2000  | LINEAR                                         |
| 123546 - | 2000 XK23                | 4 dicembre 2000  | LINEAR                                         |
| 123547 - | 2000 XS23                | 4 dicembre 2000  | LINEAR                                         |
| 123548 - | 2000 XT24                | 4 dicembre 2000  | LINEAR                                         |
| 123549 - | 2000 XF25                | 4 dicembre 2000  | LINEAR                                         |
| 123550 - | 2000 XK25                | 4 dicembre 2000  | LINEAR                                         |
| 123551 - | 2000 XU26                | 4 dicembre 2000  | LINEAR                                         |
| 123552 - | 2000 XD29                | 4 dicembre 2000  | LINEAR                                         |
| 123553 - | 2000 XN29                | 4 dicembre 2000  | LINEAR                                         |
| 123554 - | 2000 XL30                | 4 dicembre 2000  | LINEAR                                         |
| 123555 - | 2000 XP30                | 4 dicembre 2000  | LINEAR                                         |
| 123556 - | 2000 XW30                | 4 dicembre 2000  | LINEAR                                         |
| 123557 - | 2000 XJ32                | 4 dicembre 2000  | LINEAR                                         |
| 123558 - | 2000 XD33                | 4 dicembre 2000  | LINEAR                                         |
| 123559 - | 2000 XG33                | 4 dicembre 2000  | LINEAR                                         |
| 123560 - | 2000 XT33                | 4 dicembre 2000  | LINEAR                                         |
| 123561 - | 2000 XD34                | 4 dicembre 2000  | LINEAR                                         |
| 123562 - | 2000 XU34                | 4 dicembre 2000  | LINEAR                                         |
| 123563 - | 2000 XY34                | 4 dicembre 2000  | LINEAR                                         |
| 123564 - | 2000 XC35                | 4 dicembre 2000  | LINEAR                                         |
| 123565 - | 2000 XP35                | 4 dicembre 2000  | LINEAR                                         |
| 123566 - | 2000 XR35                | 5 dicembre 2000  | LINEAR                                         |
| 123567 - | 2000 XV35                | 5 dicembre 2000  | LINEAR                                         |
| 123568 - | 2000 XZ35                | 5 dicembre 2000  | LINEAR                                         |
| 123569 - | 2000 XC36                | 5 dicembre 2000  | LINEAR                                         |
| 123570 - | 2000 XP36                | 5 dicembre 2000  | LINEAR                                         |
| 123571 - | 2000 XV36                | 5 dicembre 2000  | LINEAR                                         |
| 123572 - | 2000 XZ36                | 5 dicembre 2000  | LINEAR                                         |
| 123573 - | 2000 XG37                | 5 dicembre 2000  | LINEAR                                         |
| 123574 - | 2000 XJ37                | 5 dicembre 2000  | LINEAR                                         |
| 123575 - | 2000 XA38                | 5 dicembre 2000  | LINEAR                                         |
| 123576 - | 2000 XV38                | 4 dicembre 2000  | LINEAR                                         |
| 123577 - | 2000 XJ39                | 4 dicembre 2000  | LINEAR                                         |
| 123578 - | 2000 XV39                | 4 dicembre 2000  | LINEAR                                         |
| 123579 - | 2000 XA40                | 5 dicembre 2000  | LINEAR                                         |
| 123580 - | 2000 XK40                | 5 dicembre 2000  | LINEAR                                         |
| 123581 - | 2000 XO40                | 5 dicembre 2000  | LINEAR                                         |
| 123582 - | 2000 XQ40                | 5 dicembre 2000  | LINEAR                                         |
| 123583 - | 2000 XR40                | 5 dicembre 2000  | LINEAR                                         |
| 123584 - | 2000 XT40                | 5 dicembre 2000  | LINEAR                                         |
| 123585 - | 2000 XD41                | 5 dicembre 2000  | LINEAR                                         |
| 123586 - | 2000 XH41                | 5 dicembre 2000  | LINEAR                                         |
| 123587 - | 2000 XK42                | 5 dicembre 2000  | LINEAR                                         |
| 123588 - | 2000 XM42                | 5 dicembre 2000  | LINEAR                                         |
| 123589 - | 2000 XE44                | 6 dicembre 2000  | LINEAR                                         |
| 123590 - | 2000 XT45                | 15 dicembre 2000 | LINEAR                                         |
| 123591 - | 2000 XV45                | 15 dicembre 2000 | LINEAR                                         |
| 123592 - | 2000 XP46                | 7 dicembre 2000  | LINEAR                                         |
| 123593 - | 2000 XZ46                | 15 dicembre 2000 | LINEAR                                         |
| 123594 - | 2000 XF49                | 4 dicembre 2000  | LINEAR                                         |
| 123595 - | 2000 XN50                | 5 dicembre 2000  | LINEAR                                         |
| 123596 - | 2000 XX51                | 6 dicembre 2000  | LINEAR                                         |
| 123597 - | 2000 YN2                 | 19 dicembre 2000 | LINEAR                                         |
| 123598 - | 2000 YW3                 | 18 dicembre 2000 | Spacewatch                                     |
| 123599 - | 2000 YJ5                 | 20 dicembre 2000 | LINEAR                                         |
| 123600 - | 2000 YL5                 | 20 dicembre 2000 | LINEAR                                         |

## 123601-123700
| Nome           | Designazione provvisoria | Data di scoperta | Scopritore                |
| -------------- | ------------------------ | ---------------- | ------------------------- |
| 123601 -       | 2000 YT5                 | 19 dicembre 2000 | LINEAR                    |
| 123602 -       | 2000 YG7                 | 20 dicembre 2000 | LINEAR                    |
| 123603 -       | 2000 YV7                 | 21 dicembre 2000 | LINEAR                    |
| 123604 -       | 2000 YY9                 | 20 dicembre 2000 | LINEAR                    |
| 123605 -       | 2000 YU10                | 22 dicembre 2000 | LINEAR                    |
| 123606 -       | 2000 YF11                | 22 dicembre 2000 | P. Kušnirák, P. Pravec    |
| 123607 -       | 2000 YA12                | 21 dicembre 2000 | W. Bickel                 |
| 123608 -       | 2000 YC13                | 21 dicembre 2000 | Spacewatch                |
| 123609 -       | 2000 YJ13                | 21 dicembre 2000 | Spacewatch                |
| 123610 -       | 2000 YV13                | 22 dicembre 2000 | Spacewatch                |
| 123611 -       | 2000 YX14                | 16 dicembre 2000 | T. Pauwels                |
| 123612 -       | 2000 YL16                | 22 dicembre 2000 | S. Sposetti               |
| 123613 -       | 2000 YQ17                | 24 dicembre 2000 | P. Kušnirák, U. Babiaková |
| 123614 -       | 2000 YZ17                | 20 dicembre 2000 | LINEAR                    |
| 123615 -       | 2000 YS20                | 28 dicembre 2000 | Spacewatch                |
| 123616 -       | 2000 YG23                | 28 dicembre 2000 | Spacewatch                |
| 123617 -       | 2000 YQ24                | 28 dicembre 2000 | Spacewatch                |
| 123618 -       | 2000 YS25                | 22 dicembre 2000 | LINEAR                    |
| 123619 -       | 2000 YA26                | 23 dicembre 2000 | LINEAR                    |
| 123620 -       | 2000 YP26                | 28 dicembre 2000 | LINEAR                    |
| 123621 -       | 2000 YK27                | 30 dicembre 2000 | Spacewatch                |
| 123622 -       | 2000 YF28                | 26 dicembre 2000 | NEAT                      |
| 123623 -       | 2000 YJ31                | 30 dicembre 2000 | Spacewatch                |
| 123624 -       | 2000 YO32                | 30 dicembre 2000 | LINEAR                    |
| 123625 -       | 2000 YO36                | 30 dicembre 2000 | LINEAR                    |
| 123626 -       | 2000 YY40                | 30 dicembre 2000 | LINEAR                    |
| 123627 -       | 2000 YA43                | 30 dicembre 2000 | LINEAR                    |
| 123628 -       | 2000 YK44                | 30 dicembre 2000 | LINEAR                    |
| 123629 -       | 2000 YR46                | 30 dicembre 2000 | LINEAR                    |
| 123630 -       | 2000 YU46                | 30 dicembre 2000 | LINEAR                    |
| 123631 -       | 2000 YA47                | 30 dicembre 2000 | LINEAR                    |
| 123632 -       | 2000 YO47                | 30 dicembre 2000 | LINEAR                    |
| 123633 -       | 2000 YT47                | 30 dicembre 2000 | LINEAR                    |
| 123634 -       | 2000 YV47                | 30 dicembre 2000 | LINEAR                    |
| 123635 -       | 2000 YH50                | 30 dicembre 2000 | LINEAR                    |
| 123636 -       | 2000 YO52                | 30 dicembre 2000 | LINEAR                    |
| 123637 -       | 2000 YR52                | 30 dicembre 2000 | LINEAR                    |
| 123638 -       | 2000 YY53                | 30 dicembre 2000 | LINEAR                    |
| 123639 -       | 2000 YY54                | 30 dicembre 2000 | LINEAR                    |
| 123640 -       | 2000 YO56                | 30 dicembre 2000 | LINEAR                    |
| 123641 -       | 2000 YJ58                | 30 dicembre 2000 | LINEAR                    |
| 123642 -       | 2000 YR58                | 30 dicembre 2000 | LINEAR                    |
| 123643 -       | 2000 YW60                | 30 dicembre 2000 | LINEAR                    |
| 123644 -       | 2000 YR61                | 30 dicembre 2000 | LINEAR                    |
| 123645 -       | 2000 YQ63                | 30 dicembre 2000 | LINEAR                    |
| 123646 -       | 2000 YW63                | 30 dicembre 2000 | LINEAR                    |
| 123647 Tomáško | 2000 YG66                | 31 dicembre 2000 | P. Kušnirák, U. Babiaková |
| 123648 -       | 2000 YN66                | 22 dicembre 2000 | LINEAR                    |
| 123649 -       | 2000 YT66                | 30 dicembre 2000 | Spacewatch                |
| 123650 -       | 2000 YH71                | 30 dicembre 2000 | LINEAR                    |
| 123651 -       | 2000 YB73                | 30 dicembre 2000 | LINEAR                    |
| 123652 -       | 2000 YC73                | 30 dicembre 2000 | LINEAR                    |
| 123653 -       | 2000 YU73                | 30 dicembre 2000 | LINEAR                    |
| 123654 -       | 2000 YG74                | 30 dicembre 2000 | LINEAR                    |
| 123655 -       | 2000 YK74                | 30 dicembre 2000 | LINEAR                    |
| 123656 -       | 2000 YO74                | 30 dicembre 2000 | LINEAR                    |
| 123657 -       | 2000 YL75                | 30 dicembre 2000 | LINEAR                    |
| 123658 -       | 2000 YX75                | 30 dicembre 2000 | LINEAR                    |
| 123659 -       | 2000 YJ76                | 30 dicembre 2000 | LINEAR                    |
| 123660 -       | 2000 YM77                | 30 dicembre 2000 | LINEAR                    |
| 123661 -       | 2000 YT77                | 30 dicembre 2000 | LINEAR                    |
| 123662 -       | 2000 YM78                | 30 dicembre 2000 | LINEAR                    |
| 123663 -       | 2000 YQ78                | 30 dicembre 2000 | LINEAR                    |
| 123664 -       | 2000 YC79                | 30 dicembre 2000 | LINEAR                    |
| 123665 -       | 2000 YL79                | 30 dicembre 2000 | LINEAR                    |
| 123666 -       | 2000 YX79                | 30 dicembre 2000 | LINEAR                    |
| 123667 -       | 2000 YR80                | 30 dicembre 2000 | LINEAR                    |
| 123668 -       | 2000 YB81                | 30 dicembre 2000 | LINEAR                    |
| 123669 -       | 2000 YH82                | 30 dicembre 2000 | LINEAR                    |
| 123670 -       | 2000 YG83                | 30 dicembre 2000 | LINEAR                    |
| 123671 -       | 2000 YX86                | 30 dicembre 2000 | LINEAR                    |
| 123672 -       | 2000 YA87                | 30 dicembre 2000 | LINEAR                    |
| 123673 -       | 2000 YP88                | 30 dicembre 2000 | LINEAR                    |
| 123674 -       | 2000 YA90                | 30 dicembre 2000 | LINEAR                    |
| 123675 -       | 2000 YT90                | 30 dicembre 2000 | LINEAR                    |
| 123676 -       | 2000 YN91                | 30 dicembre 2000 | LINEAR                    |
| 123677 -       | 2000 YO91                | 30 dicembre 2000 | LINEAR                    |
| 123678 -       | 2000 YP91                | 30 dicembre 2000 | LINEAR                    |
| 123679 -       | 2000 YF92                | 30 dicembre 2000 | LINEAR                    |
| 123680 -       | 2000 YN92                | 30 dicembre 2000 | LINEAR                    |
| 123681 -       | 2000 YE93                | 30 dicembre 2000 | LINEAR                    |
| 123682 -       | 2000 YA95                | 30 dicembre 2000 | LINEAR                    |
| 123683 -       | 2000 YF95                | 30 dicembre 2000 | LINEAR                    |
| 123684 -       | 2000 YK95                | 30 dicembre 2000 | LINEAR                    |
| 123685 -       | 2000 YN96                | 30 dicembre 2000 | LINEAR                    |
| 123686 -       | 2000 YA97                | 30 dicembre 2000 | LINEAR                    |
| 123687 -       | 2000 YA98                | 30 dicembre 2000 | LINEAR                    |
| 123688 -       | 2000 YG99                | 30 dicembre 2000 | LINEAR                    |
| 123689 -       | 2000 YL99                | 30 dicembre 2000 | LINEAR                    |
| 123690 -       | 2000 YO99                | 30 dicembre 2000 | LINEAR                    |
| 123691 -       | 2000 YJ101               | 28 dicembre 2000 | LINEAR                    |
| 123692 -       | 2000 YN101               | 28 dicembre 2000 | LINEAR                    |
| 123693 -       | 2000 YQ101               | 28 dicembre 2000 | LINEAR                    |
| 123694 -       | 2000 YW101               | 28 dicembre 2000 | LINEAR                    |
| 123695 -       | 2000 YC102               | 28 dicembre 2000 | LINEAR                    |
| 123696 -       | 2000 YA103               | 28 dicembre 2000 | LINEAR                    |
| 123697 -       | 2000 YV103               | 28 dicembre 2000 | LINEAR                    |
| 123698 -       | 2000 YQ104               | 28 dicembre 2000 | LINEAR                    |
| 123699 -       | 2000 YF105               | 28 dicembre 2000 | LINEAR                    |
| 123700 -       | 2000 YF107               | 30 dicembre 2000 | LINEAR                    |

## 123701-123800
| Nome            | Designazione provvisoria | Data di scoperta | Scopritore            |
| --------------- | ------------------------ | ---------------- | --------------------- |
| 123701 -        | 2000 YQ108               | 30 dicembre 2000 | LINEAR                |
| 123702 -        | 2000 YE109               | 30 dicembre 2000 | LINEAR                |
| 123703 -        | 2000 YB111               | 30 dicembre 2000 | LINEAR                |
| 123704 -        | 2000 YL111               | 30 dicembre 2000 | LINEAR                |
| 123705 -        | 2000 YV112               | 30 dicembre 2000 | LINEAR                |
| 123706 -        | 2000 YE114               | 30 dicembre 2000 | LINEAR                |
| 123707 -        | 2000 YD116               | 30 dicembre 2000 | LINEAR                |
| 123708 -        | 2000 YE117               | 30 dicembre 2000 | LINEAR                |
| 123709 -        | 2000 YZ118               | 27 dicembre 2000 | LONEOS                |
| 123710 -        | 2000 YQ120               | 19 dicembre 2000 | LINEAR                |
| 123711 -        | 2000 YC121               | 21 dicembre 2000 | LINEAR                |
| 123712 -        | 2000 YO122               | 28 dicembre 2000 | LINEAR                |
| 123713 -        | 2000 YU122               | 28 dicembre 2000 | LINEAR                |
| 123714 -        | 2000 YH124               | 29 dicembre 2000 | LONEOS                |
| 123715 -        | 2000 YT124               | 29 dicembre 2000 | LONEOS                |
| 123716 -        | 2000 YP125               | 29 dicembre 2000 | LONEOS                |
| 123717 -        | 2000 YX126               | 29 dicembre 2000 | LONEOS                |
| 123718 -        | 2000 YS128               | 29 dicembre 2000 | NEAT                  |
| 123719 -        | 2000 YD132               | 30 dicembre 2000 | LINEAR                |
| 123720 -        | 2000 YP133               | 31 dicembre 2000 | Spacewatch            |
| 123721 -        | 2000 YZ133               | 31 dicembre 2000 | NEAT                  |
| 123722 -        | 2000 YX134               | 16 dicembre 2000 | LONEOS                |
| 123723 -        | 2000 YD135               | 17 dicembre 2000 | LONEOS                |
| 123724 -        | 2000 YK135               | 17 dicembre 2000 | LINEAR                |
| 123725 -        | 2000 YU135               | 21 dicembre 2000 | LINEAR                |
| 123726 -        | 2000 YK136               | 23 dicembre 2000 | LONEOS                |
| 123727 -        | 2000 YQ137               | 23 dicembre 2000 | LINEAR                |
| 123728 -        | 2000 YS142               | 17 dicembre 2000 | LINEAR                |
| 123729 -        | 2001 AM5                 | 2 gennaio 2001   | LINEAR                |
| 123730 -        | 2001 AS7                 | 2 gennaio 2001   | LINEAR                |
| 123731 -        | 2001 AH8                 | 2 gennaio 2001   | LINEAR                |
| 123732 -        | 2001 AU8                 | 2 gennaio 2001   | LINEAR                |
| 123733 -        | 2001 AT9                 | 2 gennaio 2001   | LINEAR                |
| 123734 -        | 2001 AE10                | 2 gennaio 2001   | LINEAR                |
| 123735 -        | 2001 AH10                | 2 gennaio 2001   | LINEAR                |
| 123736 -        | 2001 AQ11                | 2 gennaio 2001   | LINEAR                |
| 123737 -        | 2001 AW11                | 2 gennaio 2001   | LINEAR                |
| 123738 -        | 2001 AZ14                | 2 gennaio 2001   | LINEAR                |
| 123739 -        | 2001 AC18                | 2 gennaio 2001   | LINEAR                |
| 123740 -        | 2001 AO18                | 2 gennaio 2001   | LINEAR                |
| 123741 -        | 2001 AN19                | 4 gennaio 2001   | Y.-B. Jeon, B.-C. Lee |
| 123742 -        | 2001 AQ20                | 3 gennaio 2001   | LINEAR                |
| 123743 -        | 2001 AT21                | 3 gennaio 2001   | LINEAR                |
| 123744 -        | 2001 AT22                | 3 gennaio 2001   | LINEAR                |
| 123745 -        | 2001 AA23                | 3 gennaio 2001   | LINEAR                |
| 123746 -        | 2001 AC23                | 3 gennaio 2001   | LINEAR                |
| 123747 -        | 2001 AV25                | 4 gennaio 2001   | J. V. McClusky        |
| 123748 -        | 2001 AJ26                | 5 gennaio 2001   | LINEAR                |
| 123749 -        | 2001 AK26                | 5 gennaio 2001   | LINEAR                |
| 123750 -        | 2001 AT26                | 5 gennaio 2001   | LINEAR                |
| 123751 -        | 2001 AR27                | 5 gennaio 2001   | LINEAR                |
| 123752 -        | 2001 AB28                | 5 gennaio 2001   | LINEAR                |
| 123753 -        | 2001 AP32                | 4 gennaio 2001   | LINEAR                |
| 123754 -        | 2001 AR32                | 4 gennaio 2001   | LINEAR                |
| 123755 -        | 2001 AD33                | 4 gennaio 2001   | LINEAR                |
| 123756 -        | 2001 AY36                | 5 gennaio 2001   | LINEAR                |
| 123757 -        | 2001 AY37                | 5 gennaio 2001   | LINEAR                |
| 123758 -        | 2001 AU39                | 3 gennaio 2001   | LONEOS                |
| 123759 -        | 2001 AC40                | 3 gennaio 2001   | LONEOS                |
| 123760 -        | 2001 AP40                | 3 gennaio 2001   | LONEOS                |
| 123761 -        | 2001 AD41                | 3 gennaio 2001   | LINEAR                |
| 123762 -        | 2001 AU41                | 3 gennaio 2001   | LINEAR                |
| 123763 -        | 2001 AH42                | 3 gennaio 2001   | LONEOS                |
| 123764 -        | 2001 AW43                | 14 gennaio 2001  | Spacewatch            |
| 123765 -        | 2001 AJ46                | 15 gennaio 2001  | LINEAR                |
| 123766 -        | 2001 AH48                | 15 gennaio 2001  | W. Bickel             |
| 123767 -        | 2001 AR48                | 4 gennaio 2001   | LINEAR                |
| 123768 -        | 2001 AG50                | 14 gennaio 2001  | Spacewatch            |
| 123769 -        | 2001 AZ50                | 15 gennaio 2001  | Spacewatch            |
| 123770 -        | 2001 AN53                | 4 gennaio 2001   | Spacewatch            |
| 123771 -        | 2001 BL                  | 17 gennaio 2001  | T. Kobayashi          |
| 123772 -        | 2001 BQ2                 | 17 gennaio 2001  | LINEAR                |
| 123773 -        | 2001 BB6                 | 18 gennaio 2001  | LINEAR                |
| 123774 -        | 2001 BQ6                 | 19 gennaio 2001  | LINEAR                |
| 123775 -        | 2001 BA7                 | 19 gennaio 2001  | LINEAR                |
| 123776 -        | 2001 BF7                 | 19 gennaio 2001  | LINEAR                |
| 123777 -        | 2001 BH7                 | 19 gennaio 2001  | LINEAR                |
| 123778 -        | 2001 BN12                | 19 gennaio 2001  | Spacewatch            |
| 123779 -        | 2001 BW12                | 18 gennaio 2001  | LINEAR                |
| 123780 -        | 2001 BJ13                | 21 gennaio 2001  | LINEAR                |
| 123781 -        | 2001 BU14                | 21 gennaio 2001  | T. Kobayashi          |
| 123782 -        | 2001 BM15                | 21 gennaio 2001  | T. Kobayashi          |
| 123783 -        | 2001 BP16                | 18 gennaio 2001  | LINEAR                |
| 123784 -        | 2001 BE17                | 19 gennaio 2001  | LINEAR                |
| 123785 -        | 2001 BP17                | 19 gennaio 2001  | LINEAR                |
| 123786 -        | 2001 BS17                | 19 gennaio 2001  | LINEAR                |
| 123787 -        | 2001 BG22                | 20 gennaio 2001  | LINEAR                |
| 123788 -        | 2001 BZ22                | 20 gennaio 2001  | LINEAR                |
| 123789 -        | 2001 BL25                | 20 gennaio 2001  | LINEAR                |
| 123790 -        | 2001 BD35                | 20 gennaio 2001  | LINEAR                |
| 123791 -        | 2001 BH35                | 20 gennaio 2001  | LINEAR                |
| 123792 -        | 2001 BU37                | 21 gennaio 2001  | LINEAR                |
| 123793 -        | 2001 BG39                | 19 gennaio 2001  | Spacewatch            |
| 123794 Deadwood | 2001 BE42                | 25 gennaio 2001  | R. Dyvig              |
| 123795 -        | 2001 BF42                | 25 gennaio 2001  | R. Dyvig              |
| 123796 -        | 2001 BD43                | 19 gennaio 2001  | LINEAR                |
| 123797 -        | 2001 BV43                | 19 gennaio 2001  | LINEAR                |
| 123798 -        | 2001 BL47                | 21 gennaio 2001  | LINEAR                |
| 123799 -        | 2001 BK48                | 21 gennaio 2001  | LINEAR                |
| 123800 -        | 2001 BL48                | 21 gennaio 2001  | LINEAR                |

## 123801-123900
| Nome               | Designazione provvisoria | Data di scoperta | Scopritore                  |
| ------------------ | ------------------------ | ---------------- | --------------------------- |
| 123801 -           | 2001 BK54                | 18 gennaio 2001  | Spacewatch                  |
| 123802 -           | 2001 BC56                | 19 gennaio 2001  | LINEAR                      |
| 123803 -           | 2001 BP56                | 19 gennaio 2001  | LINEAR                      |
| 123804 -           | 2001 BA60                | 26 gennaio 2001  | LINEAR                      |
| 123805 -           | 2001 BZ60                | 26 gennaio 2001  | LINEAR                      |
| 123806 -           | 2001 BY63                | 29 gennaio 2001  | LINEAR                      |
| 123807 -           | 2001 BH64                | 29 gennaio 2001  | LINEAR                      |
| 123808 -           | 2001 BJ64                | 29 gennaio 2001  | LINEAR                      |
| 123809 -           | 2001 BY64                | 31 gennaio 2001  | NEAT                        |
| 123810 -           | 2001 BM65                | 26 gennaio 2001  | LINEAR                      |
| 123811 -           | 2001 BC67                | 30 gennaio 2001  | LINEAR                      |
| 123812 -           | 2001 BE67                | 30 gennaio 2001  | LINEAR                      |
| 123813 -           | 2001 BC68                | 31 gennaio 2001  | LINEAR                      |
| 123814 -           | 2001 BC71                | 29 gennaio 2001  | LINEAR                      |
| 123815 -           | 2001 BD72                | 31 gennaio 2001  | LINEAR                      |
| 123816 -           | 2001 BU73                | 29 gennaio 2001  | Uppsala-DLR Asteroid Survey |
| 123817 -           | 2001 BG74                | 31 gennaio 2001  | Spacewatch                  |
| 123818 Helenzier   | 2001 BC75                | 31 gennaio 2001  | Junk Bond                   |
| 123819 -           | 2001 BS77                | 25 gennaio 2001  | Spacewatch                  |
| 123820 -           | 2001 BV78                | 21 gennaio 2001  | LINEAR                      |
| 123821 -           | 2001 BH80                | 20 gennaio 2001  | LINEAR                      |
| 123822 -           | 2001 BS80                | 19 gennaio 2001  | NEAT                        |
| 123823 -           | 2001 BW80                | 19 gennaio 2001  | Spacewatch                  |
| 123824 -           | 2001 CU3                 | 1 febbraio 2001  | LINEAR                      |
| 123825 -           | 2001 CL4                 | 1 febbraio 2001  | LINEAR                      |
| 123826 -           | 2001 CH6                 | 1 febbraio 2001  | LINEAR                      |
| 123827 -           | 2001 CJ6                 | 1 febbraio 2001  | LINEAR                      |
| 123828 -           | 2001 CJ9                 | 1 febbraio 2001  | LINEAR                      |
| 123829 -           | 2001 CN9                 | 1 febbraio 2001  | LINEAR                      |
| 123830 -           | 2001 CU10                | 1 febbraio 2001  | LINEAR                      |
| 123831 -           | 2001 CB13                | 1 febbraio 2001  | LINEAR                      |
| 123832 -           | 2001 CU14                | 1 febbraio 2001  | LINEAR                      |
| 123833 -           | 2001 CF15                | 1 febbraio 2001  | LINEAR                      |
| 123834 -           | 2001 CW15                | 1 febbraio 2001  | LINEAR                      |
| 123835 -           | 2001 CP16                | 1 febbraio 2001  | LINEAR                      |
| 123836 -           | 2001 CS18                | 2 febbraio 2001  | LINEAR                      |
| 123837 -           | 2001 CO20                | 3 febbraio 2001  | LINEAR                      |
| 123838 -           | 2001 CX20                | 4 febbraio 2001  | LINEAR                      |
| 123839 -           | 2001 CD22                | 1 febbraio 2001  | LONEOS                      |
| 123840 -           | 2001 CF22                | 1 febbraio 2001  | LONEOS                      |
| 123841 -           | 2001 CR22                | 1 febbraio 2001  | LONEOS                      |
| 123842 -           | 2001 CT27                | 2 febbraio 2001  | LONEOS                      |
| 123843 -           | 2001 CZ27                | 2 febbraio 2001  | LONEOS                      |
| 123844 -           | 2001 CN29                | 2 febbraio 2001  | LONEOS                      |
| 123845 -           | 2001 CD30                | 2 febbraio 2001  | LONEOS                      |
| 123846 -           | 2001 CQ31                | 4 febbraio 2001  | LINEAR                      |
| 123847 -           | 2001 CO32                | 5 febbraio 2001  | LINEAR                      |
| 123848 -           | 2001 CX34                | 13 febbraio 2001 | LINEAR                      |
| 123849 -           | 2001 CS35                | 13 febbraio 2001 | LINEAR                      |
| 123850 -           | 2001 CV36                | 13 febbraio 2001 | Spacewatch                  |
| 123851 -           | 2001 CB37                | 14 febbraio 2001 | L. Šarounová                |
| 123852 Jánboďa     | 2001 CM37                | 15 febbraio 2001 | A. Galád, Š. Gajdoš         |
| 123853 -           | 2001 CP37                | 15 febbraio 2001 | LINEAR                      |
| 123854 -           | 2001 CB38                | 15 febbraio 2001 | LINEAR                      |
| 123855 -           | 2001 CE38                | 15 febbraio 2001 | LINEAR                      |
| 123856 -           | 2001 CD39                | 13 febbraio 2001 | LINEAR                      |
| 123857 -           | 2001 CB43                | 15 febbraio 2001 | LINEAR                      |
| 123858 -           | 2001 CB48                | 13 febbraio 2001 | Spacewatch                  |
| 123859 -           | 2001 CO48                | 11 febbraio 2001 | Asiago-DLR Asteroid Survey  |
| 123860 Davederrick | 2001 DX                  | 16 febbraio 2001 | Tenagra II                  |
| 123861 -           | 2001 DB2                 | 16 febbraio 2001 | Spacewatch                  |
| 123862 -           | 2001 DF3                 | 16 febbraio 2001 | LINEAR                      |
| 123863 -           | 2001 DD5                 | 16 febbraio 2001 | LINEAR                      |
| 123864 -           | 2001 DV6                 | 16 febbraio 2001 | Črni Vrh                    |
| 123865 -           | 2001 DK7                 | 16 febbraio 2001 | T. Kobayashi                |
| 123866 -           | 2001 DO9                 | 16 febbraio 2001 | LINEAR                      |
| 123867 -           | 2001 DE12                | 17 febbraio 2001 | LINEAR                      |
| 123868 -           | 2001 DJ13                | 19 febbraio 2001 | T. Kobayashi                |
| 123869 -           | 2001 DR13                | 19 febbraio 2001 | T. Kobayashi                |
| 123870 -           | 2001 DD19                | 16 febbraio 2001 | LINEAR                      |
| 123871 -           | 2001 DM22                | 16 febbraio 2001 | LINEAR                      |
| 123872 -           | 2001 DH23                | 17 febbraio 2001 | LINEAR                      |
| 123873 -           | 2001 DC27                | 17 febbraio 2001 | LINEAR                      |
| 123874 -           | 2001 DQ28                | 17 febbraio 2001 | LINEAR                      |
| 123875 -           | 2001 DQ29                | 17 febbraio 2001 | LINEAR                      |
| 123876 -           | 2001 DV29                | 17 febbraio 2001 | LINEAR                      |
| 123877 -           | 2001 DM31                | 17 febbraio 2001 | LINEAR                      |
| 123878 -           | 2001 DQ31                | 17 febbraio 2001 | LINEAR                      |
| 123879 -           | 2001 DP34                | 19 febbraio 2001 | LINEAR                      |
| 123880 -           | 2001 DG35                | 19 febbraio 2001 | LINEAR                      |
| 123881 -           | 2001 DH37                | 19 febbraio 2001 | LINEAR                      |
| 123882 -           | 2001 DS39                | 19 febbraio 2001 | LINEAR                      |
| 123883 -           | 2001 DE40                | 19 febbraio 2001 | LINEAR                      |
| 123884 -           | 2001 DJ42                | 19 febbraio 2001 | LINEAR                      |
| 123885 -           | 2001 DM42                | 19 febbraio 2001 | LINEAR                      |
| 123886 -           | 2001 DE45                | 19 febbraio 2001 | LINEAR                      |
| 123887 -           | 2001 DX45                | 19 febbraio 2001 | LINEAR                      |
| 123888 -           | 2001 DJ49                | 16 febbraio 2001 | LINEAR                      |
| 123889 -           | 2001 DT49                | 16 febbraio 2001 | LINEAR                      |
| 123890 -           | 2001 DB51                | 16 febbraio 2001 | LINEAR                      |
| 123891 -           | 2001 DL51                | 16 febbraio 2001 | LINEAR                      |
| 123892 -           | 2001 DM51                | 16 febbraio 2001 | LINEAR                      |
| 123893 -           | 2001 DW52                | 17 febbraio 2001 | LINEAR                      |
| 123894 -           | 2001 DR53                | 20 febbraio 2001 | LINEAR                      |
| 123895 -           | 2001 DW56                | 16 febbraio 2001 | Spacewatch                  |
| 123896 -           | 2001 DX58                | 21 febbraio 2001 | LINEAR                      |
| 123897 -           | 2001 DG60                | 19 febbraio 2001 | LINEAR                      |
| 123898 -           | 2001 DU61                | 19 febbraio 2001 | LINEAR                      |
| 123899 -           | 2001 DP62                | 19 febbraio 2001 | LINEAR                      |
| 123900 -           | 2001 DD63                | 19 febbraio 2001 | LINEAR                      |

## 123901-124000
| Nome     | Designazione provvisoria | Data di scoperta | Scopritore                 |
| -------- | ------------------------ | ---------------- | -------------------------- |
| 123901 - | 2001 DB66                | 19 febbraio 2001 | LINEAR                     |
| 123902 - | 2001 DH68                | 19 febbraio 2001 | LINEAR                     |
| 123903 - | 2001 DC70                | 19 febbraio 2001 | LINEAR                     |
| 123904 - | 2001 DZ75                | 20 febbraio 2001 | LINEAR                     |
| 123905 - | 2001 DR76                | 20 febbraio 2001 | LINEAR                     |
| 123906 - | 2001 DS76                | 21 febbraio 2001 | LINEAR                     |
| 123907 - | 2001 DB78                | 22 febbraio 2001 | Spacewatch                 |
| 123908 - | 2001 DM79                | 19 febbraio 2001 | NEAT                       |
| 123909 - | 2001 DQ83                | 23 febbraio 2001 | Spacewatch                 |
| 123910 - | 2001 DT88                | 27 febbraio 2001 | Spacewatch                 |
| 123911 - | 2001 DF89                | 27 febbraio 2001 | Spacewatch                 |
| 123912 - | 2001 DM91                | 20 febbraio 2001 | LINEAR                     |
| 123913 - | 2001 DW93                | 19 febbraio 2001 | LINEAR                     |
| 123914 - | 2001 DP94                | 19 febbraio 2001 | LINEAR                     |
| 123915 - | 2001 DK95                | 18 febbraio 2001 | NEAT                       |
| 123916 - | 2001 DL96                | 17 febbraio 2001 | LINEAR                     |
| 123917 - | 2001 DY97                | 17 febbraio 2001 | LINEAR                     |
| 123918 - | 2001 DM98                | 17 febbraio 2001 | NEAT                       |
| 123919 - | 2001 DQ98                | 17 febbraio 2001 | LINEAR                     |
| 123920 - | 2001 DW99                | 17 febbraio 2001 | LINEAR                     |
| 123921 - | 2001 DT104               | 16 febbraio 2001 | LONEOS                     |
| 123922 - | 2001 DJ106               | 22 febbraio 2001 | LINEAR                     |
| 123923 - | 2001 DQ106               | 27 febbraio 2001 | Asiago-DLR Asteroid Survey |
| 123924 - | 2001 ET1                 | 1 marzo 2001     | LINEAR                     |
| 123925 - | 2001 EA2                 | 1 marzo 2001     | LINEAR                     |
| 123926 - | 2001 EB3                 | 3 marzo 2001     | Spacewatch                 |
| 123927 - | 2001 ER4                 | 2 marzo 2001     | LONEOS                     |
| 123928 - | 2001 ED6                 | 2 marzo 2001     | LONEOS                     |
| 123929 - | 2001 EM6                 | 2 marzo 2001     | LONEOS                     |
| 123930 - | 2001 EP6                 | 2 marzo 2001     | LONEOS                     |
| 123931 - | 2001 ED8                 | 2 marzo 2001     | LONEOS                     |
| 123932 - | 2001 EV11                | 3 marzo 2001     | LINEAR                     |
| 123933 - | 2001 EE14                | 15 marzo 2001    | LINEAR                     |
| 123934 - | 2001 EU14                | 15 marzo 2001    | LINEAR                     |
| 123935 - | 2001 EX14                | 15 marzo 2001    | LINEAR                     |
| 123936 - | 2001 EA15                | 15 marzo 2001    | LINEAR                     |
| 123937 - | 2001 EX16                | 3 marzo 2001     | LINEAR                     |
| 123938 - | 2001 EB17                | 13 marzo 2001    | LINEAR                     |
| 123939 - | 2001 EP17                | 15 marzo 2001    | LINEAR                     |
| 123940 - | 2001 EL18                | 15 marzo 2001    | NEAT                       |
| 123941 - | 2001 EM18                | 13 marzo 2001    | LONEOS                     |
| 123942 - | 2001 EV18                | 14 marzo 2001    | LONEOS                     |
| 123943 - | 2001 EW19                | 15 marzo 2001    | Spacewatch                 |
| 123944 - | 2001 EU20                | 15 marzo 2001    | LONEOS                     |
| 123945 - | 2001 EM21                | 15 marzo 2001    | LONEOS                     |
| 123946 - | 2001 ER23                | 15 marzo 2001    | NEAT                       |
| 123947 - | 2001 EK24                | 3 marzo 2001     | LINEAR                     |
| 123948 - | 2001 EQ25                | 15 marzo 2001    | NEAT                       |
| 123949 - | 2001 EC26                | 2 marzo 2001     | LONEOS                     |
| 123950 - | 2001 FJ3                 | 18 marzo 2001    | LINEAR                     |
| 123951 - | 2001 FC4                 | 18 marzo 2001    | T. Kobayashi               |
| 123952 - | 2001 FX4                 | 18 marzo 2001    | LINEAR                     |
| 123953 - | 2001 FT7                 | 20 marzo 2001    | Spacewatch                 |
| 123954 - | 2001 FV7                 | 18 marzo 2001    | LINEAR                     |
| 123955 - | 2001 FC10                | 17 marzo 2001    | S. Sposetti                |
| 123956 - | 2001 FY10                | 19 marzo 2001    | LONEOS                     |
| 123957 - | 2001 FD11                | 19 marzo 2001    | LONEOS                     |
| 123958 - | 2001 FC12                | 19 marzo 2001    | LONEOS                     |
| 123959 - | 2001 FH12                | 19 marzo 2001    | LONEOS                     |
| 123960 - | 2001 FF13                | 19 marzo 2001    | LONEOS                     |
| 123961 - | 2001 FW13                | 19 marzo 2001    | LONEOS                     |
| 123962 - | 2001 FL14                | 19 marzo 2001    | LONEOS                     |
| 123963 - | 2001 FU15                | 19 marzo 2001    | LONEOS                     |
| 123964 - | 2001 FZ16                | 19 marzo 2001    | LONEOS                     |
| 123965 - | 2001 FD17                | 19 marzo 2001    | LONEOS                     |
| 123966 - | 2001 FF22                | 21 marzo 2001    | LONEOS                     |
| 123967 - | 2001 FX22                | 21 marzo 2001    | LONEOS                     |
| 123968 - | 2001 FQ26                | 18 marzo 2001    | LINEAR                     |
| 123969 - | 2001 FM27                | 18 marzo 2001    | LINEAR                     |
| 123970 - | 2001 FQ27                | 18 marzo 2001    | LINEAR                     |
| 123971 - | 2001 FX27                | 19 marzo 2001    | LINEAR                     |
| 123972 - | 2001 FN28                | 19 marzo 2001    | LINEAR                     |
| 123973 - | 2001 FQ28                | 19 marzo 2001    | LINEAR                     |
| 123974 - | 2001 FW28                | 19 marzo 2001    | LINEAR                     |
| 123975 - | 2001 FV30                | 21 marzo 2001    | NEAT                       |
| 123976 - | 2001 FV33                | 18 marzo 2001    | LINEAR                     |
| 123977 - | 2001 FO34                | 18 marzo 2001    | LINEAR                     |
| 123978 - | 2001 FF37                | 18 marzo 2001    | LINEAR                     |
| 123979 - | 2001 FB38                | 18 marzo 2001    | LINEAR                     |
| 123980 - | 2001 FH39                | 18 marzo 2001    | LINEAR                     |
| 123981 - | 2001 FJ42                | 18 marzo 2001    | LINEAR                     |
| 123982 - | 2001 FA44                | 18 marzo 2001    | LINEAR                     |
| 123983 - | 2001 FW46                | 18 marzo 2001    | LINEAR                     |
| 123984 - | 2001 FQ51                | 18 marzo 2001    | LINEAR                     |
| 123985 - | 2001 FK52                | 18 marzo 2001    | LINEAR                     |
| 123986 - | 2001 FC56                | 23 marzo 2001    | LINEAR                     |
| 123987 - | 2001 FO58                | 24 marzo 2001    | NEAT                       |
| 123988 - | 2001 FF62                | 19 marzo 2001    | LINEAR                     |
| 123989 - | 2001 FG62                | 19 marzo 2001    | LINEAR                     |
| 123990 - | 2001 FH62                | 19 marzo 2001    | LINEAR                     |
| 123991 - | 2001 FZ62                | 19 marzo 2001    | LINEAR                     |
| 123992 - | 2001 FL63                | 19 marzo 2001    | LINEAR                     |
| 123993 - | 2001 FK64                | 19 marzo 2001    | LINEAR                     |
| 123994 - | 2001 FL64                | 19 marzo 2001    | LINEAR                     |
| 123995 - | 2001 FM64                | 19 marzo 2001    | LINEAR                     |
| 123996 - | 2001 FV64                | 19 marzo 2001    | LINEAR                     |
| 123997 - | 2001 FC68                | 19 marzo 2001    | LINEAR                     |
| 123998 - | 2001 FP70                | 19 marzo 2001    | LINEAR                     |
| 123999 - | 2001 FS71                | 19 marzo 2001    | LINEAR                     |
| 124000 - | 2001 FP72                | 19 marzo 2001    | LINEAR                     |